# بين ستيفنز (لاعب كرة قاعدة)
بين ستيفنز (بالإنجليزية: Ben Stephens)‏ هو لاعب كرة قاعدة أمريكي، ولد في 28 سبتمبر 1867 في روميو في الولايات المتحدة، وتوفي في 5 أغسطس 1896 في أرمادا في الولايات المتحدة.

## وصلات خارجية
- بين ستيفنز على موقعبيزبول رفرنس.كوم (الدوري الرئيسي) (الإنجليزية)
- بين ستيفنز على موقعبيزبول رفرنس.كوم (الدوري الثانوي) (الإنجليزية)